# Fritz-Walter-Stadion
Fritz-Walter-Stadion este stadionul de casă al clubului din Bundesliga 1. FC Kaiserslautern și se află în stadionul Kaiserslautern, Renania-Palatinat, Germania. De asemenea el a fost utilizat la Campionatul Mondial de Fotbal 2006. Arena e denumită în cinstea lui Fritz Walter, care a jucat pentru clubul Kaiserslautern și a fost căpitan la echipa națională de fotbal a Germaniei care câștigase Campionatul Mondial de Fotbal 1954 în "Miracolul de la Berna". Stadionul a fost construit pe dealul Betzenberg, prin urmare porecla sa este "Betze". Inaugurarea sa a avut loc în 1920.

## Renovarea

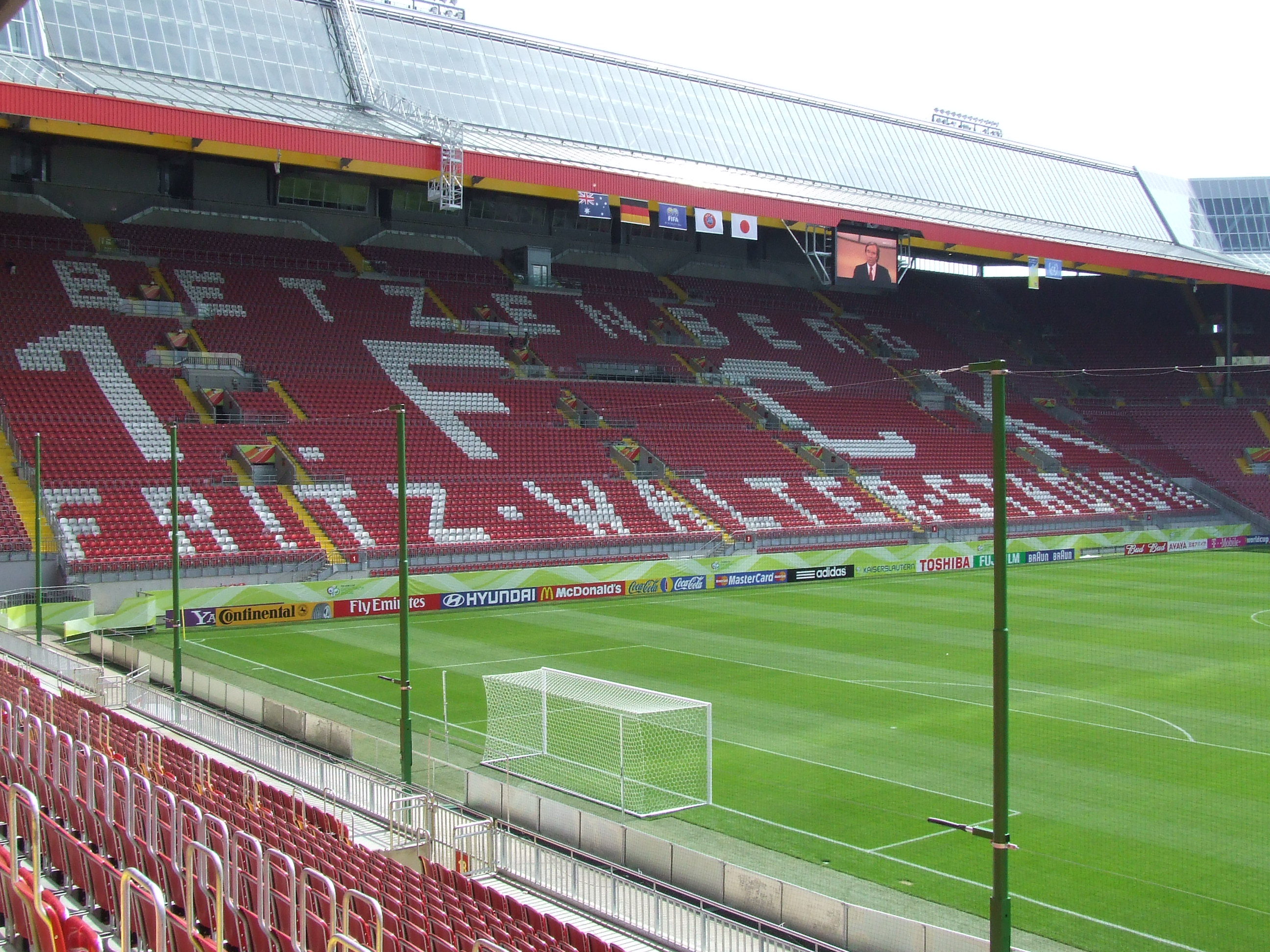
Fritz-Walter-Stadion

În pregătirea pentru Campionatul Mondial de Fotbal 2006, începând cu 2002 stadionul a fost supus unei renovări ce a costat 76.5 milioane de euro, ca rezultat adăugându-se un centru pentru media, instalarea unui sistem de proiectoare, și mărirea capacității de la 38.500 de locuri, dintre care 18.600 pe scaune, până la 48.500, dintre care 16.363 pe scaune.

## Campionatul Mondial de Fotbal 2006
Stadionul a fost una din gazde la Campionatul Mondial de Fotbal 2006 și a găzduit următoarele meciuri:
| Data       | Ora(CET) | Echipa #1      | Scor | Echipa #2                  | Runda          | Spectatori |
| ---------- | -------- | -------------- | ---- | -------------------------- | -------------- | ---------- |
| 2006-06-12 | 15.00    | Australia      | 3-1  | Japonia                    | Grupa F        | 46.000     |
| 2006-06-17 | 21.00    | Italia         | 1-1  | Statele Unite ale Americii | Grupa E        | 46.000     |
| 2006-06-20 | 21.00    | Paraguay       | 2-0  | Trinidad și Tobago         | Grupa B        | 46.000     |
| 2006-06-23 | 16.00    | Arabia Saudită | 0-1  | Spania                     | Grupa H        | 46.000     |
| 2006-06-26 | 17.00    | Italia         | 1-0  | Australia                  | 1/16 de finală | 46.000     |

## Galerie

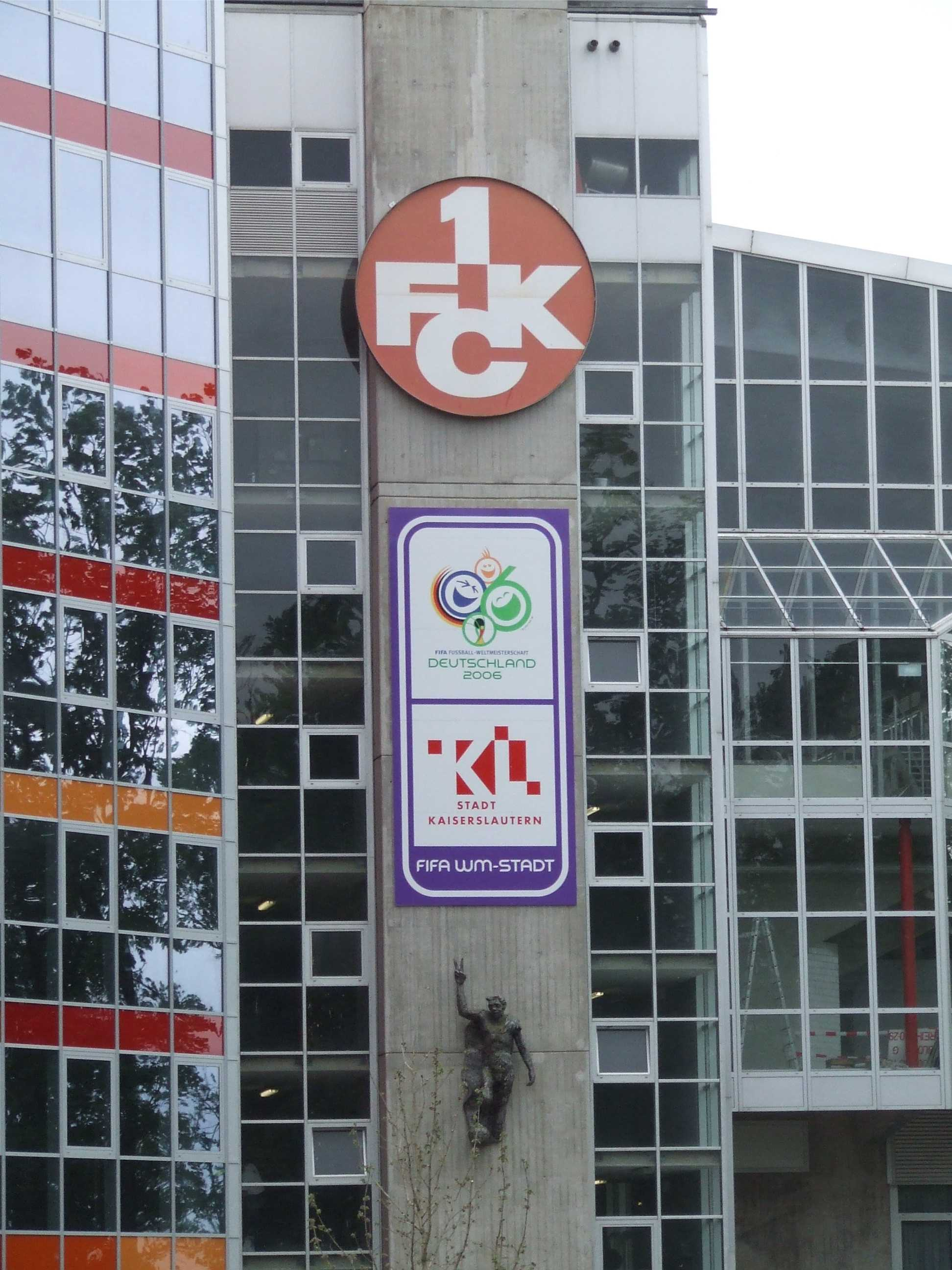
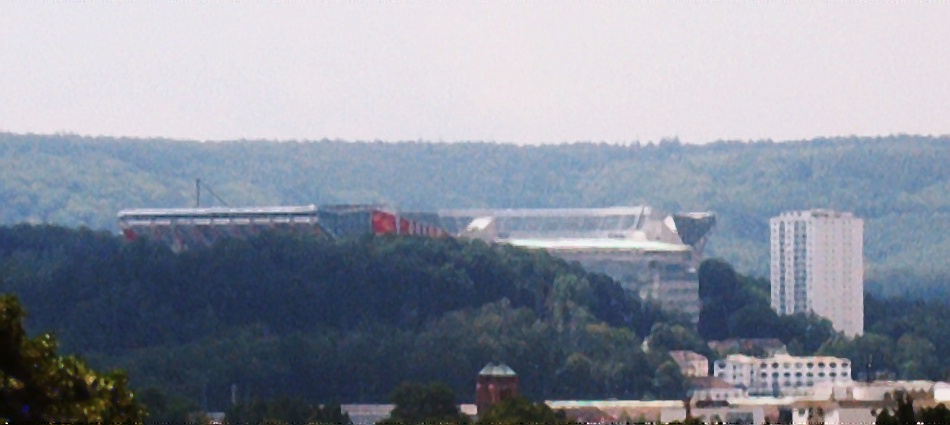
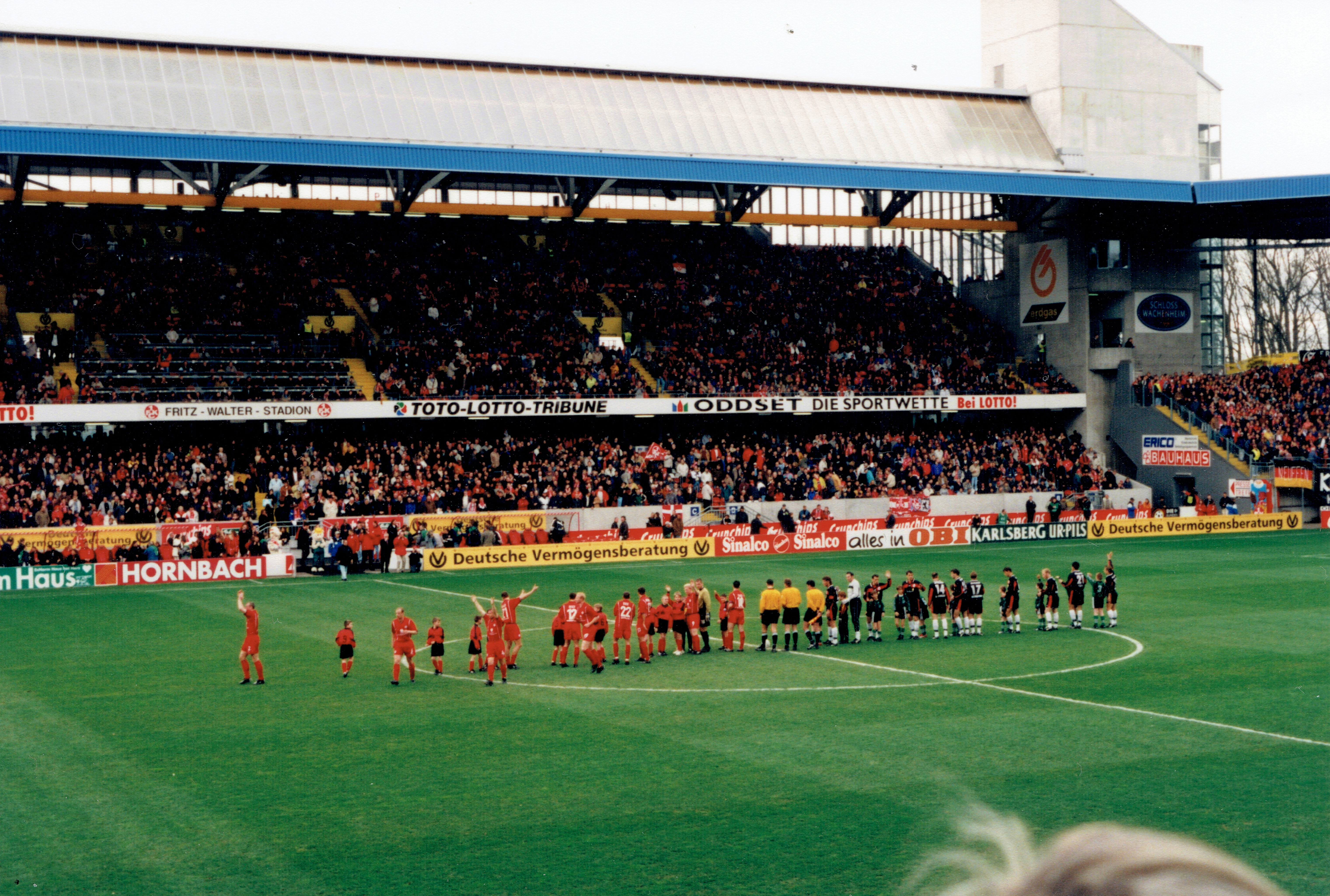
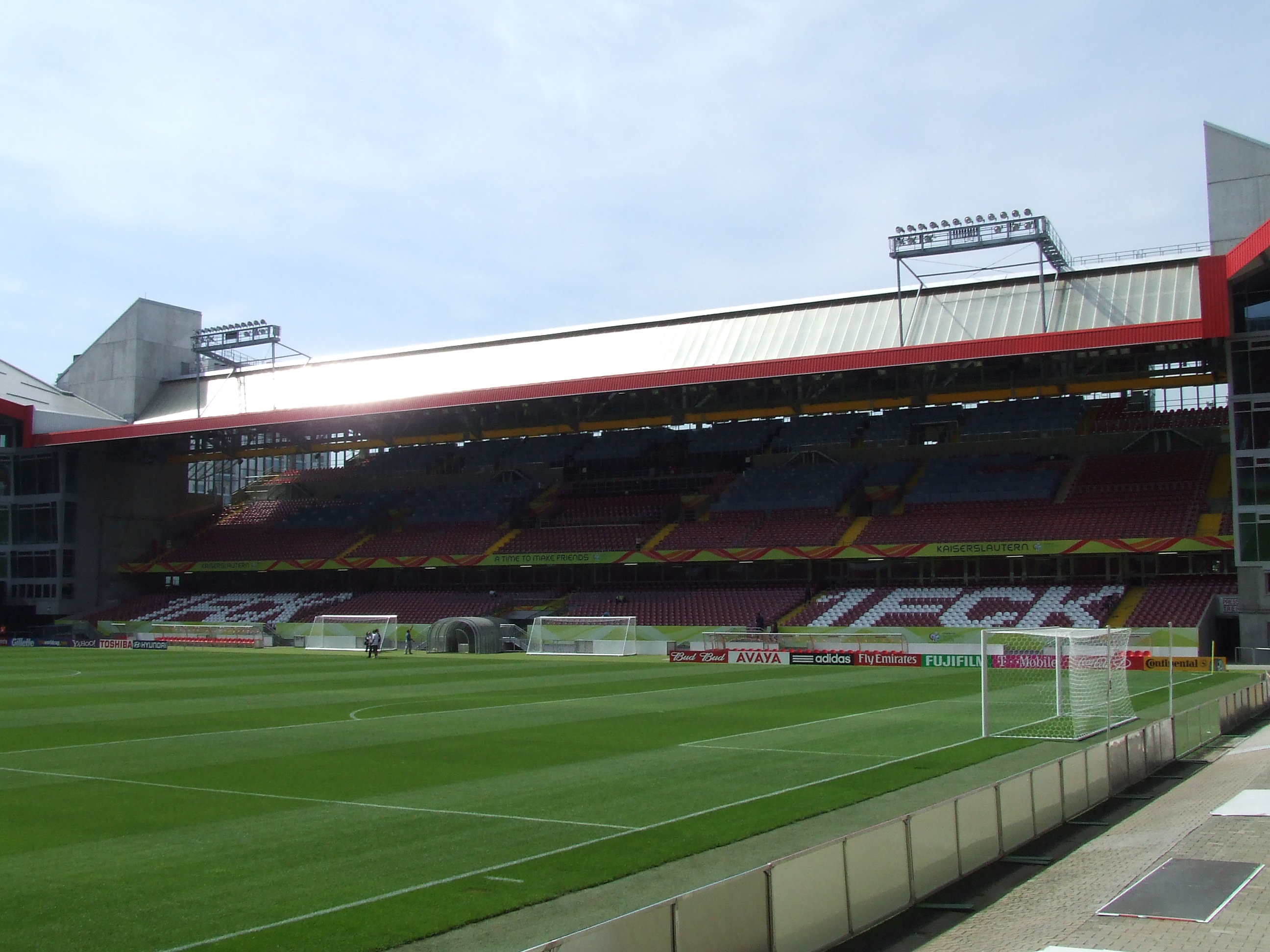
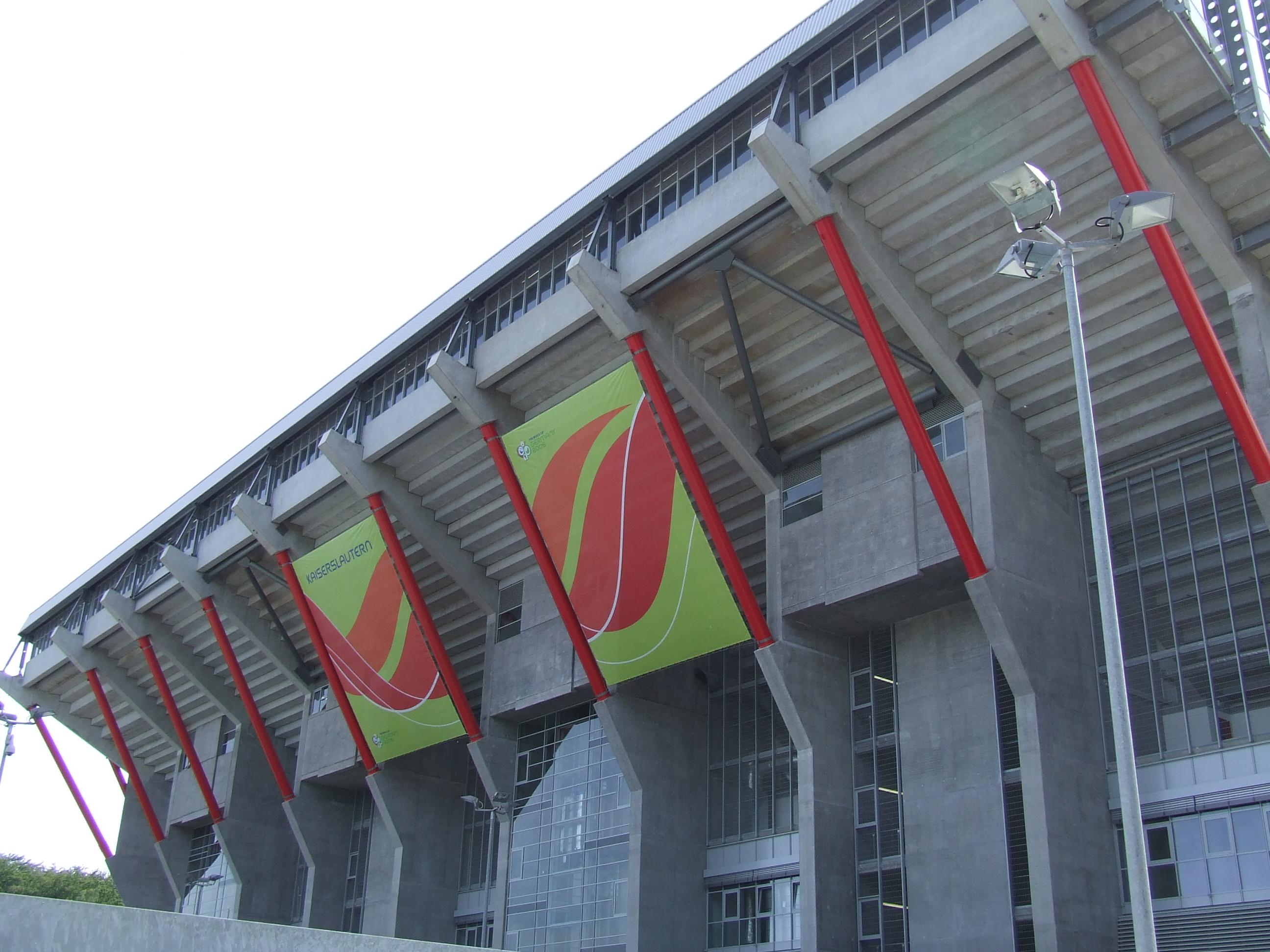
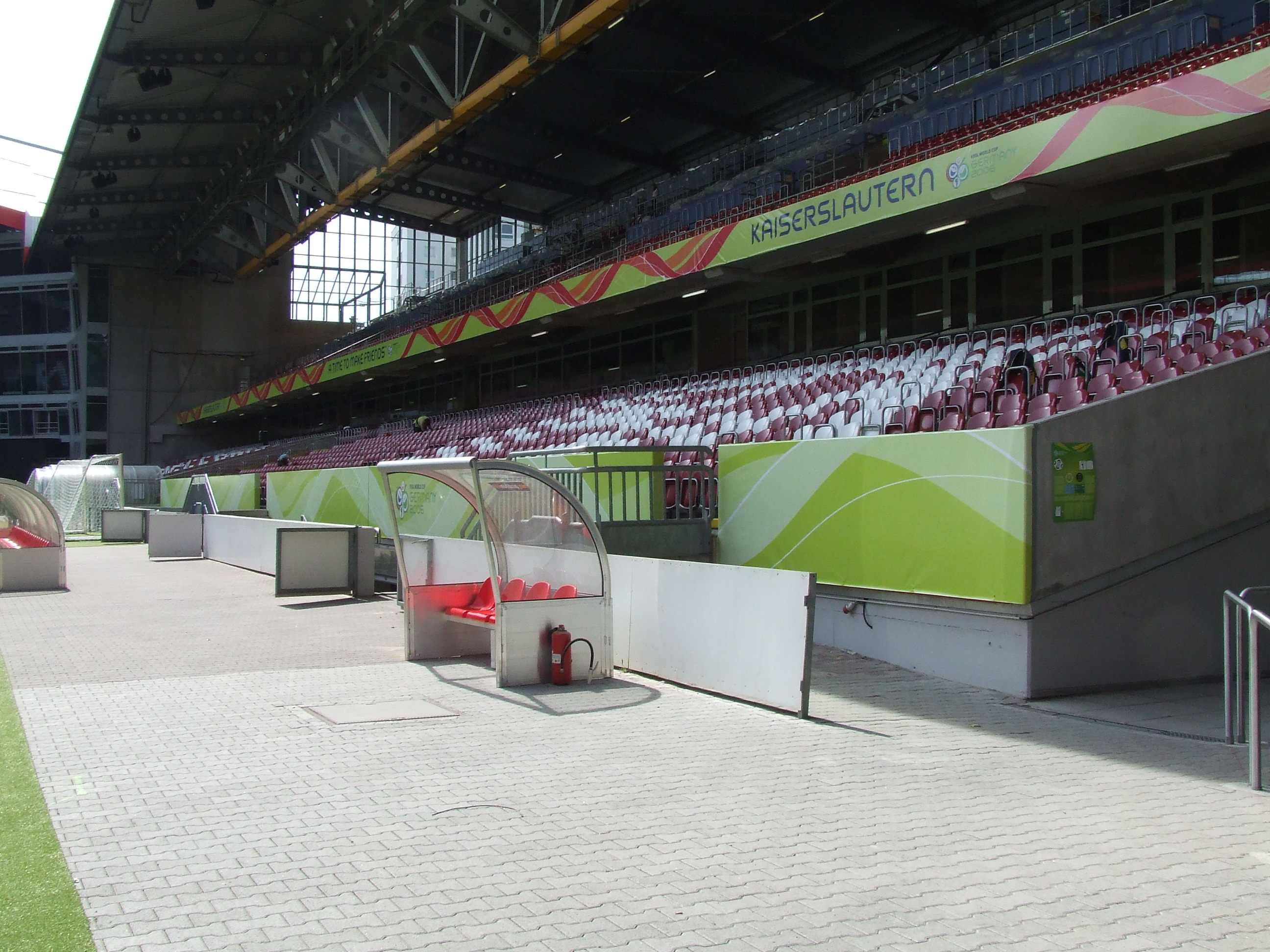
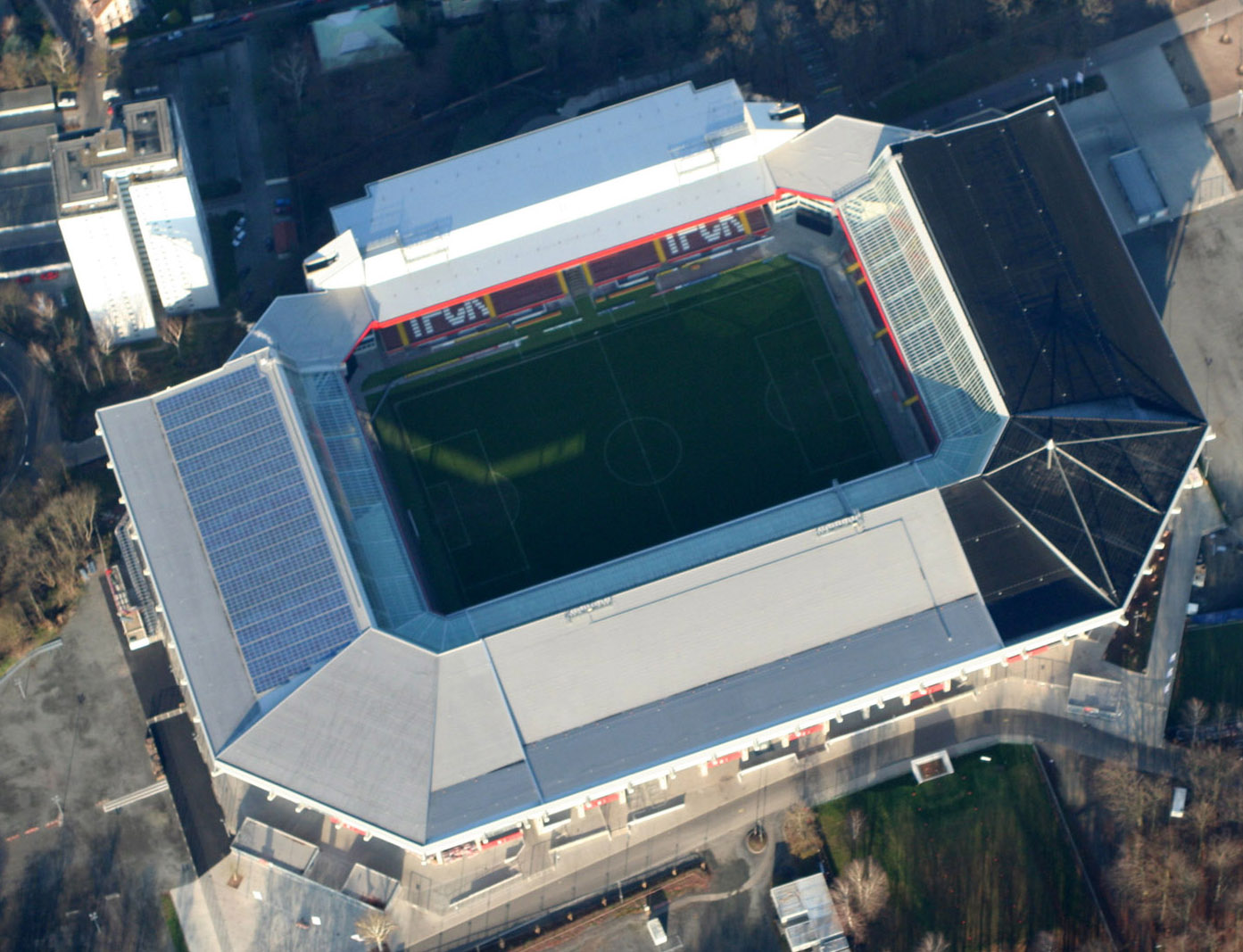
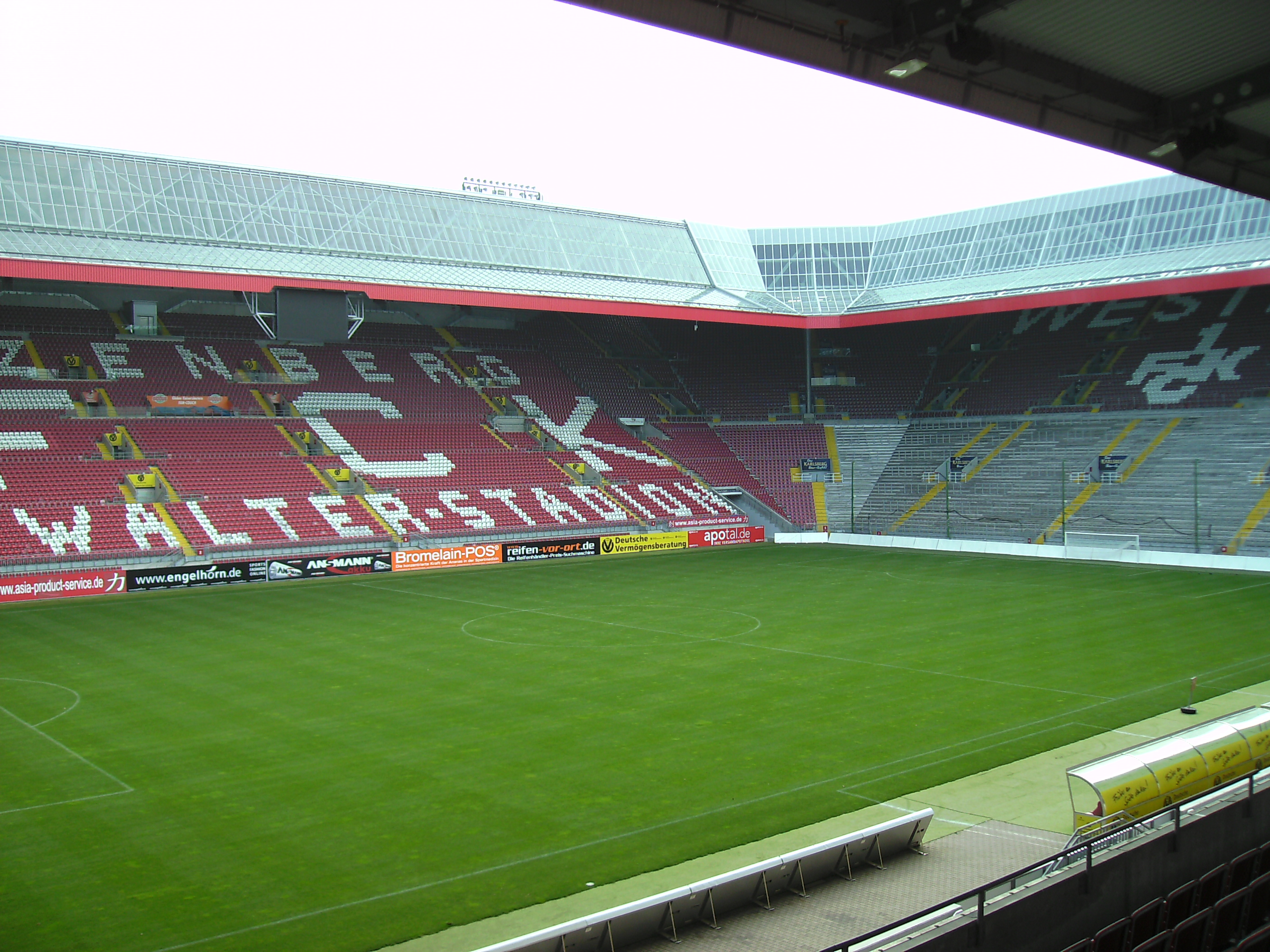